# Acacia paradoxa
Acacia paradoxa — вид квіткових рослин з родини бобових. Ареал: Австралія (Австралійська столична територія, Новий Південний Уельс, Квінсленд, Вікторія).

## Середовище
Росте в багатьох різних спільнотах і на різних типах ґрунтів і широко поширене в прибережних районах, у лісах або відкритих лісах.

## Біоморфологічна характеристика
Це невелике дерево до 4 метрів заввишки. Цей вид має жовті або яскраво-жовті квітки, з липня по листопад. Має ребристі гілочки, які часто дугоподібно спрямовані вниз. Філодії рясні, звивисті, а нові вкриті волосками, асиметричні, мають ланцетоподібну форму, мають довжину близько 30 мм і ширину 7 мм. Кущ також багатий довгими колючками. Цвіте утворюючи пазушний колос із маленькими яскраво-жовтими сферичними квітковими головками, а плоди — коричневі стручки завдовжки від 4 до 7 сантиметрів. Тверде чорне насіння всередині має довгасту форму і приблизно 6 мм в довжину і вдвічі меншу ширину. Колючі прилистки, які ростуть біля основи філодіїв заважають худобі харчуватися рослиною.

## Культивування
Рослина використовується як декоративна. Це чудове місце існування та джерело їжі для птахів. Добре росте на сонці або в частково затіненому місці. Його можна висаджувати на сухих і вологих добре дренованих ділянках.